# 1252
- Wikisource

| Calendário gregoriano                                                        | 1252 MCCLII                                            |
| Ab urbe condita                                                              | 2005                                                   |
| Calendário arménio                                                           | 701 – 702                                              |
| Calendário bahá'í                                                            | -592 – -591                                            |
| Calendário budista                                                           | 1796                                                   |
| Calendário chinês                                                            | 3948 – 3949 Início a 12 de fevereiro (aproximadamente) |
| Calendário copta                                                             | 968 – 969                                              |
| Calendário etíope                                                            | 1244 – 1245                                            |
| Calendários hindus - Vikram Samvat - Calendário nacional indiano - Cáli Iuga | 1307 – 1308 1173 – 1174 4352 – 4353                    |
| Calendário Holoceno                                                          | 11252                                                  |
| Calendário islâmico                                                          | 650 – 651                                              |
| Calendário judaico                                                           | 5012 – 5013                                            |
| Calendário persa                                                             | 630 – 631                                              |
| Calendário rúnico                                                            | 1502                                                   |
| Calendário solar tailandês                                                   | 1795                                                   |

1252 (MCCLII, na numeração romana) foi um ano bissexto do século XIII do Calendário Juliano, da Era de Cristo, e as suas letras dominicais foram  G e F (52 semanas), teve início a uma segunda-feira e terminou a uma terça-feira.
| Ano completo                            |
| --------------------------------------- |
| Ano bissexto com início à segunda-feira |

## Mortes
- 6 de Março - Santa Rosa da Viterbo. padroeira da Juventude Franciscana (n. 1233).
- Abel da Dinamarca foi rei da Dinamarca, n. 1218.
- Pedro de Verona, frade dominicano, inquisidor e mártir italiano venerado como santo católico. (n. 1205)